# Noc vědců

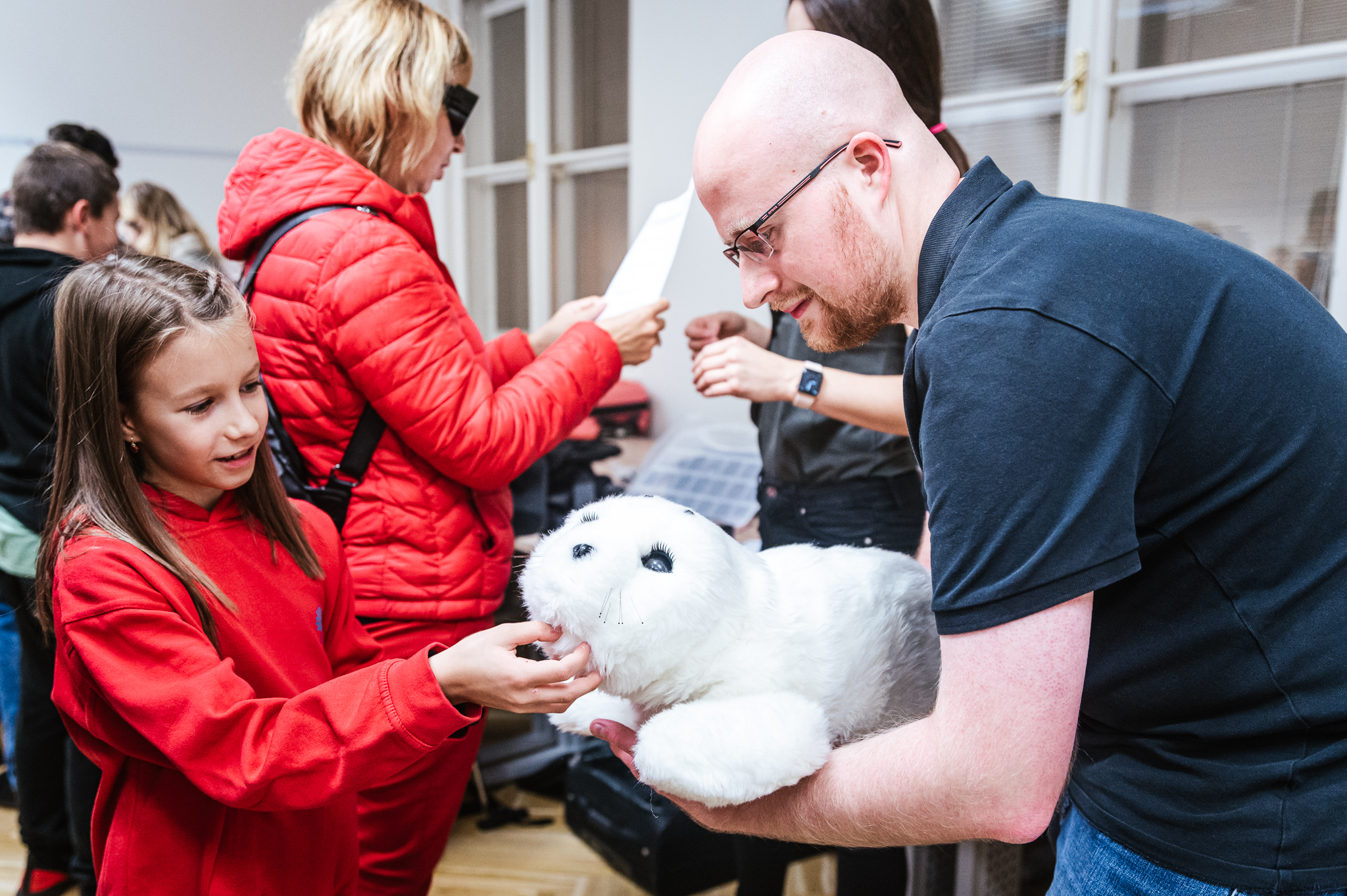
Noc vědců na Ostravské univerzitě

Noc vědců je veřejně přístupná akce, jejímž posláním je popularizace vědy a techniky. Je pořádaná každoročně od roku 2005 z podnětu Evropské komise. V jejím rámci jsou jeden den v roce (poslední pátek v září) na stovkách míst v Evropě ve večerních a nočních hodinách zpřístupněna vědecká a výzkumná pracoviště, ve kterých se zdarma konají komentované prohlídky, populárně-vzdělávací přednášky, workshopy, experimenty, zábavná show, hudební vystoupení apod.
Koordinátorem akce byla v Česku do roku 2017 Techmania Science Center. V letech 2018–2024 bylo českým koordinátorem volné sdružení ostravských veřejných vysokých škol, tedy VŠB-Technická univerzita Ostrava a Ostravská univerzita. Od roku 2024 akci koordinuje Vysoká škola chemicko-technologická v Praze a Univerzita Palackého v Olomouci.

## Historie

### Rok 2014 v Česku
V roce 2014 se 10. ročník Noci vědců konal 26. září a v Česku jej navštívilo 34 500 osob. Do akce se zapojilo více než čtyřicet míst, z nichž největší zájem byl o nabídku Přírodovědecké fakulty Masarykovy univerzity a Hvězdárny a planetária Brno. Průměrnou dobu pobytu svého návštěvníka odhadla Mendelova univerzita v Brně na dvě a půl hodiny.

### Rok 2015 v Česku
Tématem Noci vědců 2015, která se uskutečnila 25. září, bylo Světlo – v návaznosti na Mezinárodní rok světla a světelných technologií vyhlášený OSN. V Brně se do pořádání akce zapojily tři univerzity, technické muzeum, hvězdárna a VIDA! science centrum. Masarykova univerzita v rámci této akce poprvé otevřela veřejnosti svůj kampus v Bohunicích.

### Rok 2016 v Česku
V roce 2016 Noc vědců proběhla 30. září 2016 a tématem byla Bezpečnost.

### Rok 2017 v Česku
Tématem Noci vědců konané 6. října 2017 byla Mobilita.

### Rok 2018 v Česku
Tématem Noci vědců konané 5. října 2018 bylo 100 let české vědy. Trhavina semtex, kontaktní čočky nebo remoska jsou jedny z významných vynálezů českých vědců za posledních sto let. Těšte se na nečekaná propojení a originální pohledy do daleké minulosti, kterou znáte jen z hodin dějepisu. 

### Rok 2019 v Česku
Tématem Noci vědců konané 27. září 2019 bylo Šetrně k planetě. Příroda si zaslouží péči, něhu a lásku. Ale taky velkou vědeckou pozornost! Planeta Země není jenom geologický objekt, je to místo k životu, k příležitostem, ale i k hloupostem.

### Rok 2020 v Česku
Tématem Noci vědců konané 27. listopadu 2020 byl Člověk a robot. Karel Čapek, robotizace i sociální aspekty robotího světa – byl to rok v obklíčení robotů na sto způsobů. Teď už víme, že se člověk robota bát nemusí, může mu být totiž skvělým pomocníkem a parťákem. Přesto je ale namístě obezřetnost. A protože šlo o první online ročník, schovali jsme vám program i na později do archivu. 

### Rok 2021 v Česku
Tématem Noci vědců konané 24. září 2021 byl Čas. Vědci přišli včas a nechali nás nahlédnout do svého dobrodružného světa. Čas, to není jenom fyzikální veličina, naopak vybízí k nekonečné fantazii a otevírá dobrodružný svět. Podívali jsme se proto na zoubek tajemství relativity, stárnutí, nesmrtelnosti nebo vývoje.

### Rok 2022 v Česku
Tématem Noci vědců konané 30. září 2022 bylo Všemi smysly. Hmat, sluch, čich, zrak a chuť — pět starých dobrých známých. Co na ně ale říká šestý smysl? Nebo zvířata a rostliny? A co všechno o nich umí prozradit věda? Otevřete nové dimenze vnímání, dejte věcem jiný rozměr a rozviňte všechny smysly, budete je totiž potřebovat.

### Rok 2023 v Česku
Tématem Noci vědců konané 6. října 2023 bylo Tajemství. Nejkrásnější, co můžeme prožívat, je tajemno. To je základní pocit, který stojí u kolébky pravého umění a vědy,“ řekl Albert Einstein, zatímco od stolu změnil svět. Zažijme tento pocit společně a nechejme vědu vyzradit její největší tajemství. Zkoumejte, objevujte a bavte se poznáváním. Na co hledáte odpověď? Osvoboďte svou zvídavost a odemkněte bránu k podivuhodným tajům celého světa.

### Rok 2024 v Česku
Tématem Noci vědců konané 27. září 2024 byla Proměna. Základní proměnnou světa je proměna. Od evoluce v přírodě po revoluci v technologiích. Svou proměnou a vývojem prochází vše kolem nás. Program čítající téměř tři tisíce bodů přilákal přes devadesát devět tisíc návštěvníků na zhruba třech stovkách míst napříč republikou.